# Yves Liébert
Pour les articles homonymes, voir Liebert.
Yves Liébert,  né à Limoges le 10 août 1965, est un universitaire français spécialiste de l'archéologie et des Étrusques.

## Biographie
Yves Liébert est agrégé de l’Université et docteur ès Lettres et sciences humaines. Professeur de langue et littérature latines à la Faculté des lettres et sciences humaines de l’Université de Limoges, il se consacre à la recherche sur les peuples étrusque et italiques ainsi qu'à l'historiographie latine. Il assure des cours de littérature et langue latines à l'Université de Limoges, où il dirige également de nombreuses recherches.
Il a été membre du jury du Prix du Livre Inter en 2012, alors présidé par la romancière à succès Amélie Nothomb.

## Activités
- Secrétaire du Centre de Recherches André Piganiol
- Éditeur scientifique de la Revue internationale Tôzai
- Membre du Conseil National des Universités, section 08

## Publications
- Regards sur la truphè étrusque, 354 p., 8 planches d’illustrations hors-texte, Pulim, Limoges, 2006.
- Avec Jean-Pierre Levet, Nouvelles technologies d'information et de communication au service de l'érudition et de la pédagogie, recueil d'études, Centre régional de documentation du Limousin, 1999.
- Avec Jean-Pierre Levet, Une identité culturelle pan-européenne : l'humanisme classique euro... Presses Univ. Limoges, 2005  (ISBN 2842873564 et 9782842873561)
- « Notes sur la médecine étrusque », Polumathès, Mélanges offerts à Jean-Pierre Levet, Limoges, Pulim, 2012, p. 275-283.
- « Vers une approche génético-linguistique de l’origine des Étrusques », Tôzai, vol. 10, 2011, p. 79-84.
- « Les structures architecturales de l’économie dans le monde étrusque », Les structures de l’économie dans les villes, les bourgs et les villages de la Gaule et des régions, Caesarodunum XLI, 2010, p. 15-24.
- « Vie au bord de l’eau et maîtrise des eaux dans le monde étrusque », La vie au bord de l’eau en Gaule et dans les régions voisines, Caesarodunum XLI, 2009, p. 297-312.
- « Une Urne étrusque du Musée A. Dubouché de Limoges », Revue des Musées de France. Revue du Louvre, 1, p. 22-27, 2007.
- « Le modèle étrusque dans l’État culturel florentin à la Renaissance » in Poètes et artistes : la figure du créateur en Europe du Moyen Âge à la Renaissance, Actes du Colloque de Limoges, 16-18 septembre 2004, p. 169-183, PULIM, 2007.
- « Note sur les tombes de Gouraya », Appendice B à la communication de Dominique Briquel Rapporti tra Etruschi e Africa del Nord, Annali della Fondazione per il museo Claudio Faina, XIII, Gli Etruschi e il Mediterraneo, Commerci e politica, p. 87-90, Edizioni Quasar, Orvieto, 2006.
- « La Redécouverte des Étrusques par Guillaume Postel », p. 11-23, Tôzai, 8, 2006.
- « Espaces clos publics et espaces clos privés dans le monde étrusque », communication présentée au Colloque international Les espaces clos dans l’urbanisme et dans l’architecture publique ou privée en Gaule et dans les régions voisines organisé par le Centre Piganiol, Limoges, 11-12 juin 2004, p. 287-314, Caesarodunum XL, PULIM, 2006.
- « L’espace de l’Éros en Étrurie » in L’espace de l’Éros, Représentations textuelles et iconiques, Actes du Colloque Colloque interdisciplinaire et international de Limoges, 26-28 mai 2005, p. 19-34, éd. E. Ramos – A. Schober, Limoges, PULIM, 2007.
- « Note sur l’hydraulique étrusque » in Les aqueducs de Gaule et les régions voisines, Colloque de Limoges, 10-11 mai 1996, Caesarodunum XXXI, PULIM, Centre Piganiol, 1997, p. 549-558.
- « Orient et Occident en Méditerranée : les Étrusques », Tôzai, 2, 1997, p. 11-18.
- « Orient et Occident en Méditerranée : Étrusques et Phénico-puniques », Tôzai, 3, 1998, p. 65-126.
- « Les jeux en Étrurie» in À quoi joue-t-on ? Pratiques et usages des jeux et des jouets à travers les âges, Actes du Colloque de Montbrison, 29 sept.-2 oct. 1998, Montbrison, 1999, p. 73-81.
- « L'image des Étrusques en France de G. Postel à J. Martin », Actes du XIVème Congrès International de l’Association Guillaume Budé, Commission des Jeunes Budé), V. Fromentin éd., Paris, Les Belles Lettres, 2000, p. 311-319.
- « Une inscription étrusque d’Algérie », RÉL, 74, 1996, p. 38-46.

## Distinctions
- Chevalier de l'ordre des Palmes académiques